# Vereniging voor Gendergeschiedenis
De Vereniging voor Gendergeschiedenis (VVG, tot 2011: Vereniging voor Vrouwengeschiedenis) is een vereniging die activiteiten ontplooit op het terrein van vrouwengeschiedenis en gendergeschiedenis. De belangrijkste doelstelling van de VVG is het integreren van het genderperspectief in historisch onderzoek en onderwijs.

## Geschiedenis
De VVG werd in 1990 opgericht en is de opvolger van het Landelijk Overleg Vrouwengeschiedenis (LOV), dat in 1976 ontstond. Sinds 2009 behoort ook gendergeschiedenis expliciet tot het werkterrein van de VVG. In 2011 is de naam van de vereniging veranderd. Naast vrouwengeschiedenis promoot de vereniging ook historisch onderzoek naar man-vrouwverhoudingen, transgenders, seksualiteit, enzovoorts. Een van de doelstellingen van de vereniging is om het genderperspectief te integreren in historisch onderzoek. De vereniging richt zich op academici, studenten, onderwijzend personeel en iedereen die zich interesseert voor gendergeschiedenis in het Nederlandse taalgebied.

## Activiteiten
De VVG is uitgever van het tijdschrift Historica, het tijdschrift voor gendergeschiedenis, het Jaarboek voor Vrouwengeschiedenis en organiseert tevens conferenties over vrouwen- en gendergeschiedenis.
Daarnaast reikt de VVG samen met Atria, kennisinstituut voor emancipatie en vrouwengeschiedenis de Johanna W.A. Naberprijs uit, een prijs voor de beste Nederlandstalige afstudeerscriptie op het gebied van vrouwen- en/of gendergeschiedenis. De winnaar van de prijs – die sinds 2010 jaarlijks wordt uitgeloofd – ontvangt een geldbedrag en wordt in de gelegenheid gesteld een artikel te schrijven in het blad Historica.
De VVG is deelnemer aan het Wikiproject Gendergap, dat is bedoeld om de genderongelijkheid bij Wikimedia-projecten in het Nederlandse taalgebied te verkleinen.
De VVG is lid van de Nederlandse Vrouwen Raad.